# Ларбави, Назир
Назир Ларбави (араб. نذير العرباوي‎; род. 26 сентября 1949, Тебесса) — алжирский политик, юрист и дипломат, занимающий пост премьер-министра Алжира с 11 ноября 2023 года.

## Ранний период жизни
В юности Ларбави был спортсменом мужской национальной сборной Алжира по гандболу. Он участвовал в Кубке Алжира по гандболу среди мужчин и выиграл Кубки Алжира 1971—1972, 1972—1973 и 1975—1976 годов. Он был выбран на чемпионате мира по гандболу в 1974 году, а затем на чемпионате Африки по гандболу в 1976 году.

## Карьера
После ухода из гандбола поступил на юридический факультет Алжирского университета и получил степень магистра в области международного публичного и частного права и степень бакалавра права, что сделало его юристом. Он продолжил работать в Министерстве иностранных дел, занимая должности директора отдела по правовым и консульским вопросам, директора отдела международных экономических отношений и директора отдела Арабского Магриба. Позже он стал профессиональным дипломатом, работая послом в Организации Объединённых Наций, Пакистане, Лиге арабских государств, Союзе Арабского Магриба и Египте.
Ларбави стал главой администрации президента Алжира Абдельмаджида Теббуна в марте 2023 года.
Президент Теббун назначил Ларбави премьер-министром 11 ноября 2023 года, заменив Аймена Бенабдеррахмана, который был уволен. Несколько наблюдателей охарактеризовали это как желание президента Теббуна ещё больше централизовать процесс принятия решений почти за год до президентских выборов, назначенных на декабрь 2024 года.

## Личная жизнь
Ларбауи родился 26 сентября 1949 года в Тебессе в Алжире (во времена французской колонизации); он женат и имеет двоих детей.